# Kiss Géza (úszó)
Kiss Géza, (eredetileg Klein Géza) (Pálfalva (ma Salgótarján része), 1882. október 22. – Budapest, 1952. augusztus 23.) úszó, sportvezető, újságíró, szakíró.

## Sportolói pályafutása
1896-tól a Magyar Úszó Egyesület (MUE), majd 1904-től a Magyar Testgyakorlók Köre (MTK) úszójaként versenyzett. A magyar csapat tagja volt az 1904. évi nyári olimpián, ahol egy ezüst- és egy bronzérmet nyert. Részt vett az 1906. évi „rendkívüli olimpián”, ahol a Hajós Henrik, Halmay Zoltán, Kiss Géza, Ónody József összeállítású 4 × 250 méteres gyorsváltó tagjaként aranyérmet nyert. Az aktív sportolást 1907-ben fejezte be.

## Sporteredményei
- olimpiai 2. helyezett (1 mérföld gyors: 1904)
- olimpiai 3. helyezett (fél mérföld gyors: 1904)
- az 1906. évi „rendkívüli olimpia” bajnoka (4 × 250 m gyorsváltó)
- magyar bajnok
  - 1 mérföld gyors: 1903, 1904
  - 100 yard gyors: 1905
  - 220 yard gyors: 1905
  - 440 yard gyors: 1906

## Sportvezetőként és szakíróként
Foglalkozott úszás- és edzéstechnikai kérdésekkel is, a Nemzeti Sport szerkesztőjeként, illetve a Pesti Hírlap és a Magyarság című lapok sportrovatvezetőjeként számos cikke jelent meg. Őt tekintik a magyar sportújságírás első úszás szakírójának. 1912-től 1918-ig a Magyar Úszó Szövetség főtitkára, később két alkalommal is – 1920-ban, majd 1926-tól 1928-ig – a szövetség ügyvezető alelnöke volt.